# Kvarnsjöskogen
Kvarnsjöskogen är ett naturreservat i Halmstads kommun i Hallands län.
Området är naturskyddat sedan 2018 och är 8 hektar stort. Reservatet ligger öster om Stora Kvarnsjön och består av tallskog och lövsumpskog i en brant sluttning mot nordväst